# الإرث الثقافي لحمى الذهب في كلوندايك
يتم إحياء ذكرى حمى البحث عن الذهب في كلوندايك من خلال الأفلام والأدب والمنتزهات التاريخية وما إلى ذلك.

## خصائص التراث
يحمي موقع التراث العالمي ترونديك-كلوندايك وهو أحد مواقع التراث العالمي لليونسكو في كندا سلسلة من ثمانية خصائص تشهد على آثار الاستعمار السريع للمنطقة على شعب ترونديك هويتشين؛ بما في ذلك حمى الذهب. تم تصنيفه كموقع للتراث العالمي في عام 2023.

## الأدب

### خيالية
من بين العديد من الكتاب الذين شاركوا في حمى البحث عن الذهب كان الكاتب جاك لندن الذي تأثرت كتبه نداء البرية (1903) والناب الأبيض (1906) وقصته القصيرة "لبناء نار" (1902 و 1908) من خلال تجاربه الشمالية، كانت لندن مصدر إلهام لكتابة قصص العديد من المغامرين الذين قابلهم. على سبيل المثال كانت رواية "الألف دزينة" مستوحاة من ركن قصير في السوق حول البيض الذي أنشأه بيل جيتس "سويفت واتر". إن الجزء الأول من رواية جاك لندن "احتراق ضوء النهار" التي صدرت عام 1910 تتمحور حول حمى البحث عن الذهب في كلوندايك.
كان هناك نجم أدبي آخر مرتبط بالحمى الذي لا تزال مقصورته قائمة في مدينة داوسون، وهو الشاعر الغنائي الشعبي روبرت دبليو سيرفيس، الذي تصف ملاحمه القصيرة إطلاق النار على دان ماكجرو (1907) وأعمال أخرى العظمة الشرسة للشمال والبقاء على قيد الحياة. حمى الأخلاق والذهب للرجال والنساء في الشمال المتجمد المليء بالذهب. أشهر سطور سيرفيس هي من افتتاحية حرق جثة سام ماكجي (1907)، والتي تقول:
تحدث أشياء غريبة في شمس منتصف الليل
من الرجال الذين يبحثون عن الذهب.
مسارات القطب الشمالي لها حكاياتها السرية
بوسعها أن تثلج دمك.
يتناول أحد الكتب الأخيرة لجول فيرن، Le Volcan d'Or (بركان الذهب)، المصاعب الرهيبة التي يتحملها الباحثون عن الذهب في كلوندايك. أصبحت كلوندايك مكانًا شائعًا لقصص المغامرات ومذكرات السفر في أسواق أمريكا الشمالية وأوروبا.
تصف رواية جيمس أ. ميشينر ألاسكا (الفصل الثامن) عام 1988 وروايته القصيرة "رحلة" الحقائق القاسية لحمى البحث عن الذهب في كلوندايك باستخدام شخصيات خيالية.
كان كتاب "ذهب جيسون" لعام 1997 لويل هوبز (لم ينشر حتى عام 1999) عن صبي ذهب إلى كلوندايك بحثا عن الذهب وتجربته هناك.
تكتب المؤلفة الكندية فيكي ديلاني سلسلة حمى البحث عن الذهب في كولوندايك من الروايات الغامضة من مطبعة دوندورن التي تشمل حفار الذهب (2009) وحمى الذهب (2010) وجبل الذهب (مايو 2012).

### غير الخيالية
أدى حمى البحث عن الذهب في كلوندايك وألاسكا إلى إنشاء نوع فرعي كامل من الأدب الواقعي الذي غاص في أعماق الجوانب التاريخية والثقافية لحمى البحث الذهب وكشف عن قدر غني من المواد التي من خلالها يمكن للمؤلفين استخراج الروايات الخيالية. نشر الصحفي والمؤلف الكندي بيير بيرتون كتاب كلوندايك: الحمى الذهبية الأخيرة (1958) وهو ما أدى إلى بدء هذا الاتجاه. كان كلوندايك أول وصف شامل لحمى الذهب في كلوندايك وسرعان ما أصبح من أكثر الكتب مبيعًا، من الكتب المؤثرة الأخرى:
حمى البحث عن ذهب في كلوندايك (2013) بقلم غراهام ب. ويلسون. يجمع 125 صورة أرشيفية توضح الرحلة الصعبة والمضنية شمالا ونضال الكدح في حقول الذهب.
سوبي سميث: آفة سكاغواي في كلوندايك (2005) بقلم ستان ساوروين. قصة جيدة السرد لأعظم المحتال والمتجول في الشمال الأمريكي. قام جيفرسون راندولف "سوبي" سميث "بالتنقيب عن عمال المناجم" من خلال عمليات النصب والاحتيال حتى لقي نهاية سيئة السمعة في شوارع سكاغواي.
نساء كلوندايك (1996) بقلم فرانسيس باكهاوس، لعبت النساء دورا حاسما وحتى وقت قريب، لم يتم الإبلاغ عنه بشكل عام خلال حمى البحث عن الذهب وهذا واحد من الكتب القليلة التي تسلط الضوء على قصص هؤلاء النساء المتنوعات. يتعمق البيت الخلفي في حياة النساء - رائدات الأعمال والراهبات والطبيبات والممرضات والصحفيات وفنانات الرقص من بينهن اللواتي وقعن في حمى البحث عن الذهب وعشن حياة مذهلة.
الذهب في فورتيميل كريك (1995) بقلم مايكل غيتس يتابع حسابات أول الباحثين عن الذهب في ألاسكا ويوكون منذ وصولهم في عام 1873 حتى التدافع إلى كلوندايك في عام 1896. يلتقط غيتس جوهر هذا التاريخ الأولي الأساسي لحمى البحث عن الذهب في يوكون ألاسكا الذي لم يكتب عنه سوى القليل جدا.
تدافع كلوندايك (الطبعة الأصلية 1900) بقلم تابان أدني، ربما يكون أفضل حساب من منظور الشخص الأول لحمى البحث عن الذهب، كان أدني صحفيًا في هاربرز ويكلي أرسلته المجلة لتأريخ الحدث، استقل باخرة  في عام 1897 إلى سكاجواي ثم قام برحلة طويلة إلى كندا عبر ممر تشيلكوت إلى داوسون ثم إلى نهر كلوندايك.
موسيقى حمى الذهب بين ألاسكا وكلوندايك: الأغاني والتاريخ (1999) بقلم جان موراي، هي المجموعة الأكثر شمولًا من كلمات الأغاني والنتائج والأوتار والمعلومات الأساسية عن الأغاني والمحاكاة الساخرة من قبل الموسيقيين المحترفين والباحثين عن الذهب طوال عصر كلوندايك. يتضمن حوالي 100 أغنية من عصر حمى البحث عن الذهب الآن في المجال العام.
فتيات الوقت الجيد: من حمى البحث عن الذهب في ألاسكا يوكون (1998) بقلم لايل مورغان. تؤرخ الصحفية في ألاسكا لايل مورغان القصص المأساوية المؤثرة في كثير من الأحيان للبغايا والنساء "غير ألم السمعة" في صناعات الترفيه والجنس اللواتي كن أوائل الرائدات في أقصى الشمال.
بو في بالارد كريك (2013) بواسطة كيركباتريك هيل، ليوين فام (مصور). ربما يكون كتاب الأطفال الحديث الأكثر إقناعا مع وضع في اندفاعة البحث عن الذهب في ألاسكا. يحدث في عشرينيات القرن العشرين ويتعلق الأمر بفتاة يتيمة صغيرة تدعى بو يربيها اثنان من عمال مناجم الذهب الخام والمتعثرة. إنها قصة مغامرة ممتعة ومثيرة مع تقديم نظرة ثاقبة وأصيلة على الحياة بعد حمى البحث عن الذهب الشهير في ألاسكا.
هوليوود على كلوندايك: البحث عن فيلم مدينة داوسون العظيم (2023) بقلم مايكل غيتس. سرد مثير للتاريخ وراء كنز من الأفلام الصامتة التي وجدت مدفونة تحت التربة الصقيعية لمدينة داوسون. ضاعت العديد من الأفلام في التاريخ، لذلك كان اكتشافها ضربة محظوظة لحافظي الأفلام والمؤرخين. يعطي غيتس نظرة ثاقبة على السؤال المهم المتمثل في دور كلوندايك في صنع دائرة فودفيل الساحل الغربي، وفي نهاية المطاف، إنشاء هوليوود نفسها.

## السينما والتلفزيون
تم تصوير فيلم تشارلي شابلن الصامت حمى البحث عن الذهب (1925) وهو الفيلم الكوميدي الصامت الأعلى ربحًا في كلوندايك. يتناول الفيلم حمى البحث عن الذهب وكان اقتباس ليف كوليشوف في العصر الصامت لرواية جاك لندن "غير المتوقع" بموجب القانون (1926) و الملحمة الصامتة درب 98 (1928)، و"كلونديك آني" لماي ويست (1936).
هناك عدد من الرسوم المتحركة التي سخرت من حمى البحث عن الذهب في كلوندايك، بما في ذلك:
- طفل كلوندايك (والت ديزني، 1932)، بطولة ميكي ماوس
- الخطير دان ماكجو (وارنر براذرز، 1939)
- إطلاق النار على دان ماكجو (MGM، 1945)
- كلونديك كازانوفا (استوديوهات مشهورة، 1946)، بطولة بوباي البحار
- بونانزا باني (وارنر بروس، 1959)
- "14 جزر الارنب " (وارنر بروس، 1952)، بطولة باغز باني ويوسميت سام

تدور أحداث الفيلم الكوميدي "الطريق إلى يوتوبيا" عام 1946، من إخراج هال ووكر وبطولة بينج كروسبي، وبوب هوب، ودوروثي لامور، أثناء الاندفاع.
كانت الحياة في مدينة داوسون أثناء اندفاع الذهب موضوع الفيلم الوثائقي لعام 1957 للمجلس الوطني للسينما في كندا (NFB) مدينة الذهب من إخراج كولين لو (مخرج) وولف كونيج ورواه بيير بيرتون. فاز الفيلم الوثائقي بجائزة السعفة الذهبية في مهرجان كان السينمائي لأفضل فيلم قصير وحصل على ترشيح لجائزة الأوسكار لأفضل موضوع قصير، موضوعات حية.
فيلم 1955 المدينة البعيدة هو فيلم غربي تدور أحداثه في سكاجواي  و مدينة داوسون خلال عصر اندفاع الذهب. الفيلم من إخراج أنتوني مان وبطولة جيمس ستيوارت وروث رومان وكورين كالفيت ووالتر برينان.
كان حمى البحث عن الذهب  موضوعًا لمسلسل "كلوندايك" على قناة إن بي سي الذي تم بثه في الفترة من 1960 إلى 1961، قام ببطولته رالف تايجر وجيمس كوبورن وأخرج الحلقات ويليام كونراد وإليوت لويس وسام بيكينبا.
البرنامج التلفزيوني الخاص لعام 1978 يا له من كابوس يا تشارلي براون! تم تعيينه أثناء حمى البحث عن الذهب ولكن هناك خلاف على أنه مصل 1925 الذي تم تشغيله إلى نومي.
يصور فيلم حمى كلوندايك عام 1980 جاك لندن أثناء حمى البحث عن الذهب والنجوم من بطولة جيف إيست في دور لندن جنبًا إلى جنب مع رود ستيجر في دور سوابي سميث، ولورن جرين في دور سام ستيل، وجوردون بينسنت في دور سويفت ووتر بيل.
حلقة 2012 "مردوخ من كلوندايك" من سلسلة ألغاز مردوخ تدور أحداثها أثناء حمى البحث عن الذهب والنجوم الضيوف آرون أشمور في دور جاك لندن ومات كوك في دور سام ستيل.
المسلسل القصير لقناة ديسكفري لعام 2014 كلوندايك من بطولة ريتشارد مادن في دور بيل هاسكل، وهو مغامر حقيقي يسافر إلى يوكون، كندا، في أواخر تسعينيات القرن التاسع عشر، أثناء حمى البحث عن الذهب. الفيلم من إخراج سيمون سيلان جونز، ويضم أيضًا آبي كورنيش في دور بليندا مولروني، وسام شيبرد في دور ويليام جادج، ومارتون كسوكاس في دور سام ستيل، وإيان هارت في دور سوبي سميث، وجوني سيمونز في دور جاك لندن، وكولين كننغهام في دور سويفت ووتر بيل.
تم بث سلسلة تي جي فور كلوندايك (دومينيون كريك في الولايات المتحدة) لمدة موسمين من 2015 إلى 2017 والنجوم أوين ماكدونيل ودارا ديفاني و شون تي او ميلاي يشاركون كثلاثة إخوة أيرلنديين خياليين في حمى البحث عن الذهب. يقع في مدينة دومينيون كريك الخيالية، سكوكوم جيم (يصور جوليان بلاك أنتيلوب)، بليندا مولروني (يصور بريد ني نيتشتين)، سوبي سميث (يصور مايكل جلين ميرفي)، سام ستيل (يصور ستيف وول)، وويليام جدج (الذي يصوره كلايف جيراغتي) أيضًا في المسلسل.

## الموسيقى و المسرح
كان الترفيه المسرحي في داوسون ولاحقًا نوم امتدادًا للمسرح على الساحل الغربي وخاصة سان فرانسيسكو وفيكتوريا. جلب المروجون إمدادًا لا نهاية له على ما يبدو من المطربين والراقصين في الشمال الذين أصبح بعض أسمائهم جزءًا من مفردات حمى البحث عن الذهب. دايموند توث جيرتي ودايموند ليل وأوريغون ماري ونيلي ذا بيق .
تظاهرت السوبرانو وهي أندر المطربات وأكثرها قيمة بأن لها روابط بالأوبرا الفرنسية: كانت نيلي لا مار وبلانش لا مونت وميني لا تور وجوسي لامور من الأسماء الشائعة.
فنانون وطنيون مثل إيدا روسيتر، وفلورنس بروسي، وآنا كين، وبياتريس لورن تألقوا في الشمال، وانضم إليهم حتى كالاميتي جين من بلاك هيلز، التي حاولت العودة إلى كلوندايك.
ألهمت حمى البحث عن الذهب الشمالية مجموعة كاملة من الأغاني للملحنين في جميع أنحاء البلاد. ظهرت نغمات موسيقى الراغتايم وأسلوب المثليين في التسعينيات في غضون أيام بعد وصول أخبار إضراب الذهب في كلوندايك إلى المدن الأمريكية والكندية.
أصبح عدد من الأغاني المكتوبة عن حمى البحث عن الذهب الشمالي من أكثر الأغاني مبيعًا على المستوى الوطني حيث بدأ استخدام تسجيلات الأقراص الأولى مع الفونوغرافات أو الجرامفونات في منتصف تسعينيات القرن التاسع عشر تقريبًا.
مسيرة كلوندايك وخطوتين. (إمبوريوم الموسيقى ، كينغستون، أونتاريو، 1897) موسيقى أوسكار تيلجمان.
"إنه ينام في وادي كلوندايك الليلة" (هاولي، هافيلاند وشركاه 1897) كلمات وموسيقى إم جي فيتزباتريك
"كلوندايك: مسيرة عمال المناجم" (ويليس وودوارد وشركاه 1897) كلمات وموسيقى لثيودور ميتز.
"في حقل الذهب في كلوندايك" (د. أ. بوند وشركاه 1897) كلمات وموسيقى لـ إيه إس إلدريدج.
"روري، بوري، أليس" (م. ويتمارك وأولاده 1898) كلمات جورج بولز. موسيقى ويليام بوتر براون.
"كلونديك راج" (شركة ويليام ر. هاسكينز 1908) كلمات وموسيقى لجورج بوتسفورد.
"في مناخ ألاسكا البعيد" (1898) كلمات وموسيقى لروبرت إي. لي يوكوم.
"على ضفاف يوكون بعيدًا" (إف بي هافيلاند 1910) كلمات وموسيقى لمارتن تي تشيستر.
أوبرا ألاسكا الكوميدية لعام 1907، والتي تضمنت أغنية "باه، باه بلاك شيب"، كتبها مدير تحرير سياتل تايمز جوزيف بليثين، مع موسيقى الرجل الرائد هاري جيرار.
أدى اكتشاف الذهب على شواطئ نوم في خريف عام 1898، على بعد أكثر من 1000 ميل أسفل النهر من داوسون، إلى إنهاء " حمى" كلوندايك إلى الأبد، على الرغم من زيادة إنتاج الذهب في المنطقة حتى عام 1903 حيث حل التجريف والتعدين الهيدروليكي محل التنقيب والحفر اليدوي. رحل ما يقرب من 8000 من سكان مدينة داوسون إلى نوم خلال شتاء 1899-1900.
أدى التوسع في الطلب على عروض المواهب الحية خلال حمى البحث عن الذهب إلى تغيير دائم في المشهد الترفيهي في أمريكا الشمالية. ازدهرت دوائر الفودفيل الجديدة عندما بدأ رواد الأعمال في بناء مسارح فخمة ذات طراز مذهل من العصر الذهبي والهندسة المعمارية الكلاسيكية الجديدة في العديد من المدن الغربية، ولا سيما سلسلة مسرح بانتاجيس.
كان اثنان من أهم مخرجي مسرح الفودفيل في أوائل القرن العشرين - ألكسندر بانتاجيس وجون كونسيدين - قد بدأا في حمى البحث عن الذهب الشمالية.
غادر بانتجيس ، وهو ملاكم ونادل مهاجر يوناني، سان فرانسيسكو في عام 1897 إلى كلوندايك حيث افتتح أول مسرح اورفيوم  للترفيه عن عمال المناجم وسرعان ما حصل على أكثر من 3000 دولار (~ 85983 دولارًا أمريكيًا في عام 2021) في الليلة مقابل "النبيذ والتلفيقات الأخرى". " بينما أصبحت الشريكة والمحبة لـ "كلوندايك كيت" روكويل. عاد بانتجيس إلى سياتل ليصبح واحدًا من أعظم أباطرة المسرح والسينما في أمريكا، وبدأ منافسة مع زميله قسطنطين المقيم في سياتل، والذي قيل إنه قضى بعض الوقت في نوم. وشملت المنافسة بينهما أساليب سرية مثل سرقة الأعمال من بعضهما البعض وارتكاب أشكال مختلفة من التخريب. استمرت هذه المنافسة لعدة عقود وكانت إحدى السمات المميزة لحلبة الفودفيل في ذلك الوقت.
تشير أغنية "غبار الذهب " للفنان الكندي المستقل على يوكون إلى المصاعب التي يتحملها الباحثون عن الثروة والحيوانات على طول مسار المسار الأبيض من سكاجواي إلى داوسون .

## الثقافة الشعبية
أسست كاريكاتير سكروج ماكدوك لكارل باركس في الخمسينيات الشخصية كمشارك ناجح في حمى كلوندايك عندما كان صغير في مطلع القرن. بينما كان باركس راضيًا عن ترك خلفية سكروج الدرامية لأيامه في كلوندايك على مستوى ذكريات الماضي القصيرة، فقد ذهب خليفته دون روزا إلى توسيع إرث باركس من اللمحات القصيرة عن مآثر سكروج  في حمى البحث عن الذهب إلى عدد من قصص المغامرات، على وجه الخصوص اخر زلاجة الى داوسون و فصول فردية من تأليفه العظيم حياة وأوقات البخيل ماكدوك ، وهي الفصل 8 أ: ملك كلوندايك، الفصل 8 ب: سجين وايت أجوني كريك، والفصل 8 ج: قلوب يوكون.
سوابي سميث هو الشرير في ألبوم لاكي لوك لو كلونديك، من تأليف موريس ويان وجان ليتورجي. تعرض القصة صالون سميث والتلغراف المزيف، ولكنها تدور أحداثها في داوسون بدلاً من سكاغواي.
سوابي سميث هو الشرير في ألبوم لاكي لوك لو كلونديك، من تأليف موريس ويان وجان ليتورجي. تعرض القصة صالون سميث والتلغراف المزيف، ولكنها تدور أحداثها في داوسون بدلاً من سكاجواي .
أغنية ليفتي فريزل عام 1964 "ساجيناو، ميشيغان" تحكي قصة صياد فقير يتظاهر باكتشاف ذهب كلوندايك في مؤامرة لإزالة الأب العدائي للمرأة التي يحبها.
تم إنشاء لعبة تسمى مسار يوكون من قبل إم إي سي سي في عام 1994. هناك أيضا لعبة السوليتير الشعبية تسمى كلوندايك.
بالإضافة إلى ذلك، أثبت حمى البحث عن الذهب في كلوندايك أنه واحد من أشهر العصور في تاريخ شرطة الخيالة الملكية الكندية. لم يضمن السلوك المثالي للقوة استمرارها في وقت كان فيه حلها قيد المناقشة في برلمان كندا فحسب، بل إن تصوير القوة في الثقافة الغربية الشعبية غالبا ما يتم تحديده في هذا الوقت. تشمل الأمثلة الأكثر شعبية التصوير الدرامي مثل المسلسل الإذاعي تحدي يوكون والتصوير الكوميدي مثل دادلي دو رايت.
لقد خرج قدر معين من العامية من حمى البحث عن الذهب. غالبًا ما يُعرف عمال المناجم ذوي الخبرة باسم "Sourdough ". عُرف عمال المناجم المحتملون الجدد في كلوندايك باسم "تشيشاكوس"، من شينوك جارجون. يعيش هذان الاسمان في مدينة داوسون، في الأدب السياحي، ويتمتعان بالاستخدام العرضي من قبل عمال المناجم الذين ما زالوا يعملون في روافد نهر يوكون ونهر كلوندايك وكذلك في الأدب المتعلق بعصر حمى البحث عن الذهب في كلوندايك.

## احتفالات
تم الاحتفال ب حمى الذهب في مدينة إدمونتون في ألبرتا مع أيام كلوندايك (الآن ببساطة K-Days)، وهو معرض صيفي سنوي مع موضوع حمى الذهب في كلوندايك. على الرغم من كونها بعيدة عن مدينة داوسون ونهر كلوندايك، أصبحت إدمونتون تُعرف باسم "بوابة الشمال" للمنقبين عن الذهب في طريقهم إلى شمال كندا. وفي المدينة كان الكثيرون يجمعون السلع اللازمة للرحلات شمالًا بحثًا عن الثروة. وصل الأفراد وفرق المستكشفين إلى إدمونتون واستعدوا للسفر سيرًا على الأقدام أو بقارب يورك أو فريق الكلاب أو الخيول. سافر إلى يوكون برًا عبر ما كان يُطلق عليه أحيانًا طريق "كل كندا" - وغالبًا ما يُشار إلى المنقبين الذين سلكوا هذا الطريق - باسم "المتنقلين". وصل عدد قليل من سكان الأرض إلى كلوندايك (160 من حوالي 1600 بدأوا).
قامت جمعية نورثلاندز في ألبرتا ومقرها في إدمونتون بتكريم ذكرى وروح سكان المناطق البرية من خلال أيام كلوندايك. لسنوات عديدة كانت أيام كلوندايك معرضًا صيفيًا ممتعًا مع أحداث ذات طابع خاص مثل Sunday Promenade، وسباق القوارب Sourdough، ووجبات إفطار الفطائر المجانية، والصالونات، والتنقيب عن الذهب، وحفلات الأزياء التنكرية. على الرغم من الحقائق الحزينة العديدة المرتبطة ب حمى الذهب، أعربت إدمونتون عن تقديرها لروح كلوندايك، التي اتسمت بالأمل القوي في النجاح في مواجهة الصعوبات، والحماس النشط للحياة. كموضوع عادل، كان المقصود منه توفير الزخم لشخصيات الخيال الممتعة (على سبيل المثال، كلوندايك مايك (بوبي برين)، كلوندايك كيت، كلوندايك كيد (كين أرمسترونج)، كلوندايك كيتي (ديبرا كوك)، كلوندايك كاتي على سبيل المثال لا الحصر. ) وفعاليات ممتعة تحتفل بوقت ممتع. استاء الكثيرون في يوكون من احتفالات كلوندايك في إدمونتون بسبب عدم دقتها التاريخية والمنافسة الملحوظة مع السياحة في يوكون. لقد فقد الجانب العاطفي ل حمى البحث نحو الذهب جاذبيته الشعبية في الثمانينيات والتسعينيات، وفي عام 2003 تم إسقاط الموضوع.
بالإضافة إلى ذلك في كل صيف وتحديدًا في السنوات الفردية، فإن مخيم النوم بعيدًا في كامب شوهولا للأولاد لديه ما يطلق عليه يوم كلوندايك. يتم تنظيم منطقة المخيم في الصباح؛ بما في ذلك الخور الذي يمر عبر المخيم حيث تركض مدينة داوسون والمعسكرون إلى الخور للبحث عن "الذهب". في فترة ما بعد الظهر يتلقون "المال" مقابل التنقيب ويحضرون كرنفالًا على مستوى المخيم.
في عام 2016، شاركت المستكشفة البريطانية فيليسيتي أستون في استضافة مسلسل تلفزيوني لتاريخ بي بي سي بعنوان "عملية حمى البحث عن الذهب "، متتبعة الطريق عبر يوكون سنة ١٩٨٩ في عملية حمى البحث عن الذهب. في عام 2019 كوسيلة للاحتفال بحمى البحث عن الذهب الأصلية في كلوندايك، حاولت حكومة يوكون  الاستعانة بمصادر خارجية لحمى الذهب الثانية من خلال دعوة الجمهور إلى  شراء الامتيازات عبر إيندجوجو. باستخدام الأموال التي تم جمعها فقد اشترت الحكومة ذهب كلوندايك الحقيقي و رشته في جداول الإقليم. ثم دعوا الناس إلى إعادة إنتاجها كإعادة إنشاء لحمى البحث عن الذهب في كلوندايك الأصلية في تسعينيات القرن التاسع عشر.